# East Derwent Highway
Der East Derwent Highway ist eine Stadtautobahn im Süden des australischen Bundesstaates Tasmanien. Sie verbindet auf dem Ostufer des Derwent River den Tasman Highway (A3) und die östlichen Stadtteile von Hobart mit Bridgewater und dem Midland Highway (N1). Wie der Brooker Highway auf der anderen Flussseite dient auch der East Derwent Highway dem Berufsverkehr.

## Verlauf
Die Fernstraße beginnt an der Kreuzung Lindisfarne an der Ostrampe der Tasman Bridge und führt durch die Vorstadt Lindisfarne nach Norden, vorbei am historischen Risdon Cove. Kurz danach zweigt die Goodwood Road (B35), die auf der Bowen Bridge den Derwent River nach Glenorchy überquert. Dann folgt der East Derwent Highway dem Flussufer, vorbei am Mount Direction durch die Siedlungen Otago, Old Beach und Gagebrook. Nördlich von Bridgewater trifft sie auf den Midland Highway.

## Ein- und Ausfahrten
| East Derwent Highway                                    |                                    |                                     |                                                                         |
| Southbound interchanges                                 | Entfernung vom Tasman Highway (km) | Entfernung zum Midland Highway (km) | Ein- und Ausfahrten Richtung Norden                                     |
| End East Derwent Highway zum Tasman Highway nach Hobart | 0                                  | 22,3                                | Start East Derwent Highway vom Tasman Highway                           |
| Sorell Tasman Highway (nur Ausfahrt)                    | 0                                  | 22,3                                | Sorell Tasman Highway (nur Einfahrt)                                    |
| keine Einfahrt                                          | 0,2                                | 22,1                                | Rose Bay Yolla Street                                                   |
| Rose Bay Lenna Street (Ost)                             | 0,4                                | 21,9                                | Rose Bay Lenna Street (West)                                            |
| Rose Bay Ronnie Street                                  | 0,6                                | 21,7                                | Rose Bay Ronnie Street                                                  |
| Lindisfarne Sunnyside Road, Ballawinnie Road (Ost)      | 0,9-1,4                            | 21,4-20,9                           | Lindisfarne Shore Street, Ballawinnie Road (West)                       |
| Lindisfarne Nietta Road                                 | 1,5                                | 20,8                                | Lindisfarne Nietta Road                                                 |
| keine Einfahrt                                          | 1,8                                | 20,5                                | Lindisfarne Beach Road                                                  |
| Lindisfarne, Rosny Park Gordons Hill Road               | 1,8                                | 20,5                                | Lindisfarne, Rosny Park Gordons Hill Road                               |
| Lindisfarne Boatta Road, Bay Road                       | 2,0-2,1                            | 20,3-20,2                           | Lindisfarne Boatta Road, Bay Road                                       |
| Lindisfarne Lincoln Street                              | 2,2                                | 20,1                                | Lindisfarne Lincoln Street                                              |
| Lindisfarne Derwent Avenue (Ost)                        | 2,4-2,5                            | 19,9-19,8                           | Lindisfarne Derwent Avenue (West), Raminea Road (nur Ausfahrt)          |
| Lindisfarne Lowanna Road (Ost)                          | 2,8                                | 19,5                                | Lindisfarne Lowanna Road (West)                                         |
| Lindisfarne Lowanna Road (Ost)                          | 2,8                                | 19,5                                | Lindisfarne Lowanna Road (Ost)                                          |
| Lindisfarne Clunie Close, Broad Street                  | 2,9-3,0                            | 19,4-19,3                           | Lindisfarne Clunie Close, Broad Street                                  |
| Geilston Bay Derwent Avenue                             | 3,2                                | 19,1                                | Geilston Bay Derwent Avenue                                             |
| Geilston Bay Golf Links Road                            | 3,2                                | 19,1                                | Geilston Bay Golf Links Road                                            |
| Geilston Bay Araluen Street                             | 3,5                                | 18,8                                | Geilston Bay Araluen Street                                             |
| Geilston Bay Geilston Bay Road                          | 3.7                                | 18.6                                | Geilston Bay Geilston Bay Road                                          |
| Geilston Bay Clinton Road                               | 3.7                                | 18.6                                | Geilston Bay Clinton Road                                               |
| Risdon Vale Sugarloaf Road                              | 4,6                                | 17,7                                | Risdon Vale Sugarloaf Road                                              |
| Richmond, Risdon Vale Grasstree Hill Road               | 6,5                                | 15,8                                | Richmond, Risdon Vale Grasstree Hill Road                               |
| Risdon Saundersons Road                                 | 8,1                                | 14,2                                | Risdon Saundersons Road                                                 |
| Glenorchy Goodwood Road                                 | 8,8                                | 13,5                                | Glenorchy Goodwood Road                                                 |
| Otago Bay Direction Drive, Otago Bay Road               | 9,5-9,9                            | 12,8-12,4                           | Otago Bay Direction Drive, Otago Bay Road                               |
| Otago Bay Otago Bay Road, Kandos Drive                  | 11,9-12,0                          | 10,4-10,3                           | Otago Bay Otago Bay Road, Kandos Drive                                  |
| Brighton Baskerville Road                               | 14,6                               | 7,7                                 | Brighton Baskerville Road                                               |
| Old Beach Fouche Avenue                                 | 15,0                               | 7,3                                 | Old Beach Fouche Avenue                                                 |
| Old Beach Clives Avenue                                 | 15,0                               | 7,3                                 | Old Beach Clives Avenue                                                 |
| Old Beach Jetty Road, Jetty Road                        | 15,5-16,2                          | 6,8-6,1                             | Old Beach Jetty Road, Jetty Road                                        |
| Old Beach, Brighton Old Beach Road                      | 16,4                               | 5,9                                 | Old Beach, Brighton Old Beach Road                                      |
| Old Beach Compton Road, Riviera Drive, Stanfield Drive  | 16,7-17,7                          | 5,6-4,6                             | Old Beach Compton Road, Riviera Drive, Stanfield Drive                  |
| Gagebrook Lamprill Circle                               | 18,6                               | 3,7                                 | Gagebrook Lamprill Circle                                               |
| Gagebrook Gage Road                                     | 18,6                               | 3,7                                 | Gagebrook Gage Road                                                     |
| Gagebrook Lamprill Circle (exit only)                   | 19,5                               | 2,8                                 | Gagebrook Lamprill Circle                                               |
| JORDAN RIVER BRIDGE                                     |                                    |                                     |                                                                         |
| Green Point Scott Road                                  | 21,3                               | 1,0                                 | Green Point Scott Road                                                  |
| Bridgewater Paice Street                                | 21,3                               | 1,0                                 | Bridgewater Paice Street                                                |
| Bridgewater Cove Hill Road                              | 22,0                               | 0,3                                 | Bridgewater Cove Hill Road                                              |
| Green Point Gunn Street                                 | 22,1                               | 0,2                                 | Green Point Gunn Street                                                 |
| Glenorchy, Hobart Midland Highway                       | 22,3                               | 0                                   | Glenorchy, Hobart Midland Highway                                       |
| Start East Derwent Highway vom Midland Highway          | 22,3                               | 0                                   | Ende East Derwent Highway zum Midland Highway nach Brighton, Launceston |

Bemerkung: einige untergeordnete Straßen wurden ausgelassen.